# Mexikansk mulle
Mexikansk mulle (Mulloidichthys dentatus) är en fiskart som först beskrevs av Theodore Gill 1862.  Mexikansk mulle ingår i släktet Mulloidichthys och familjen mullefiskar. IUCN kategoriserar arten globalt som livskraftig. Inga underarter finns listade i Catalogue of Life.